# Marco Casagrande

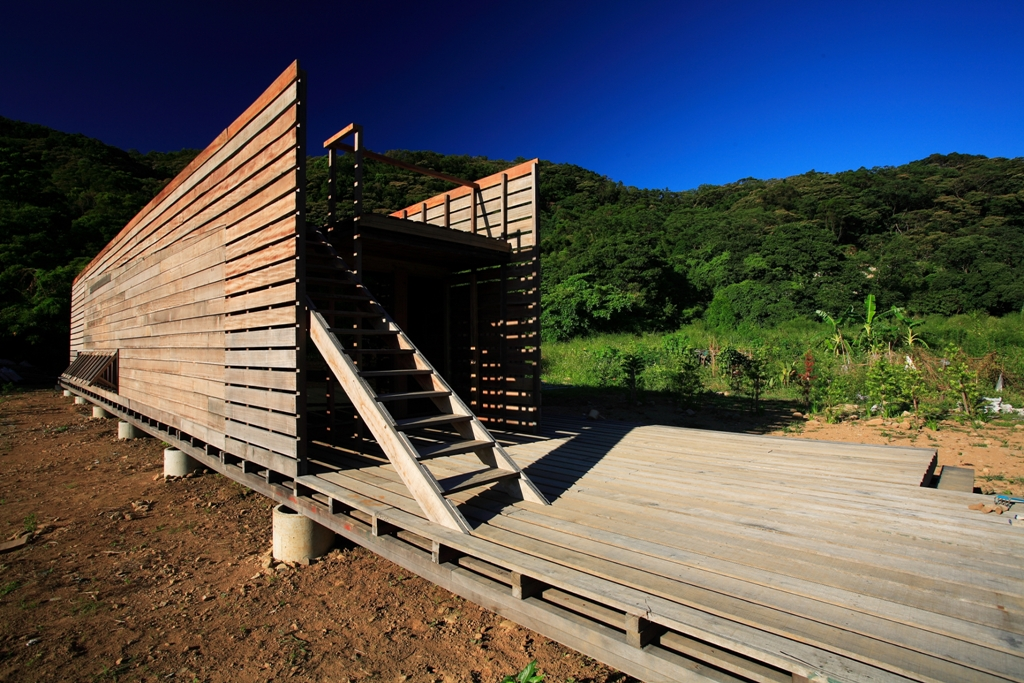
Chen House, 2008

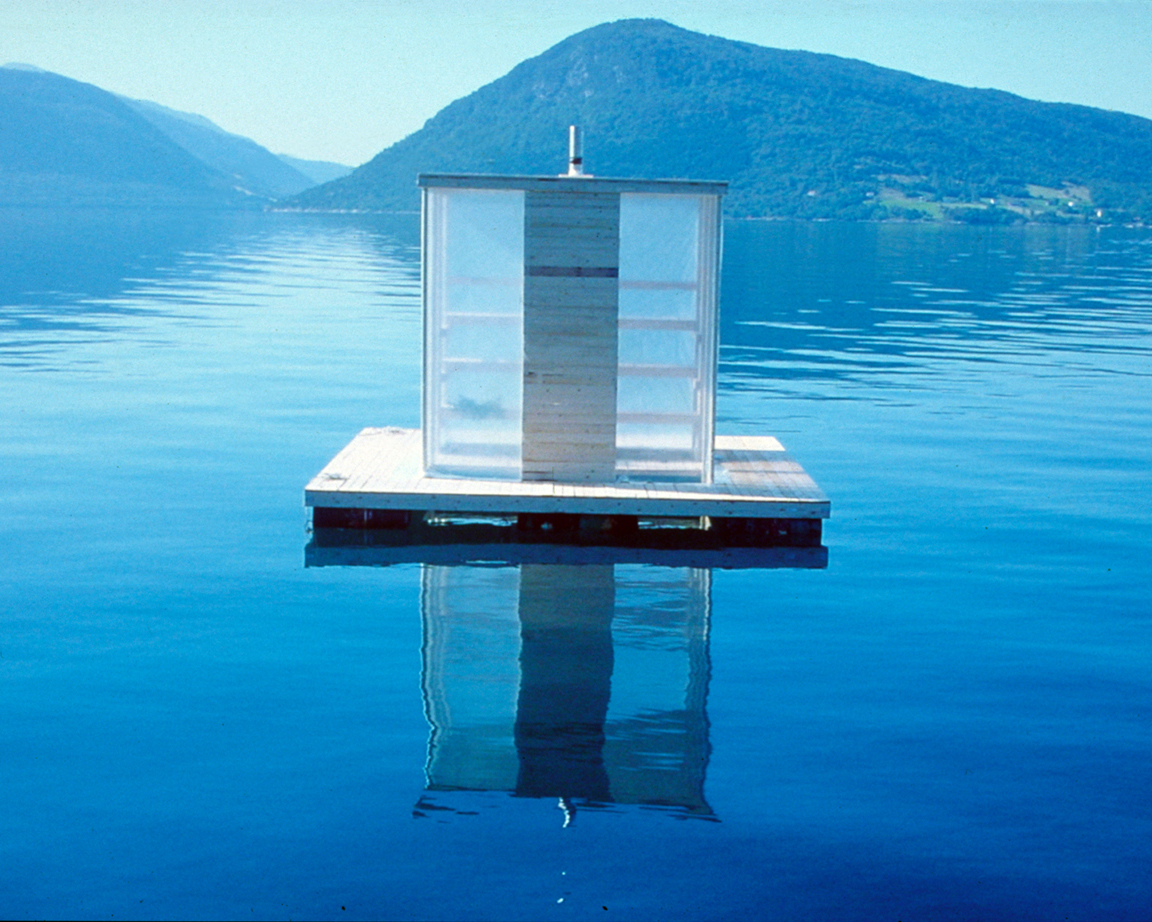
Floating Sauna, 2002

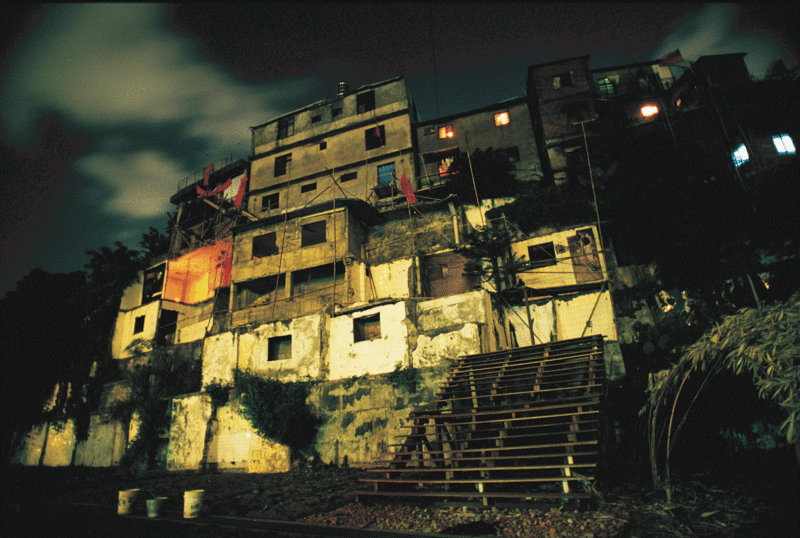
Treasure Hill, 2003

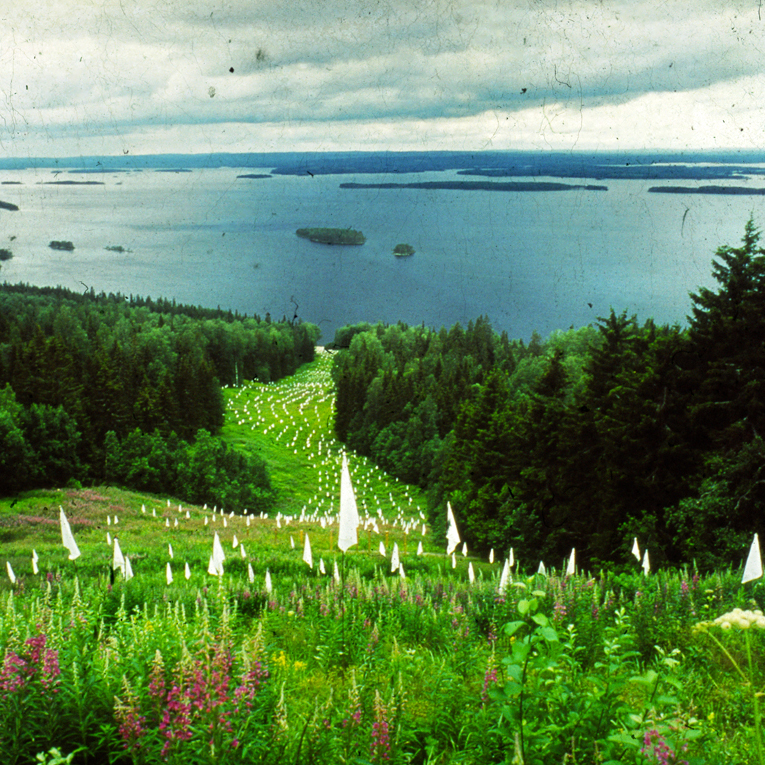
1000 White Flags in Koli National Park (2000)

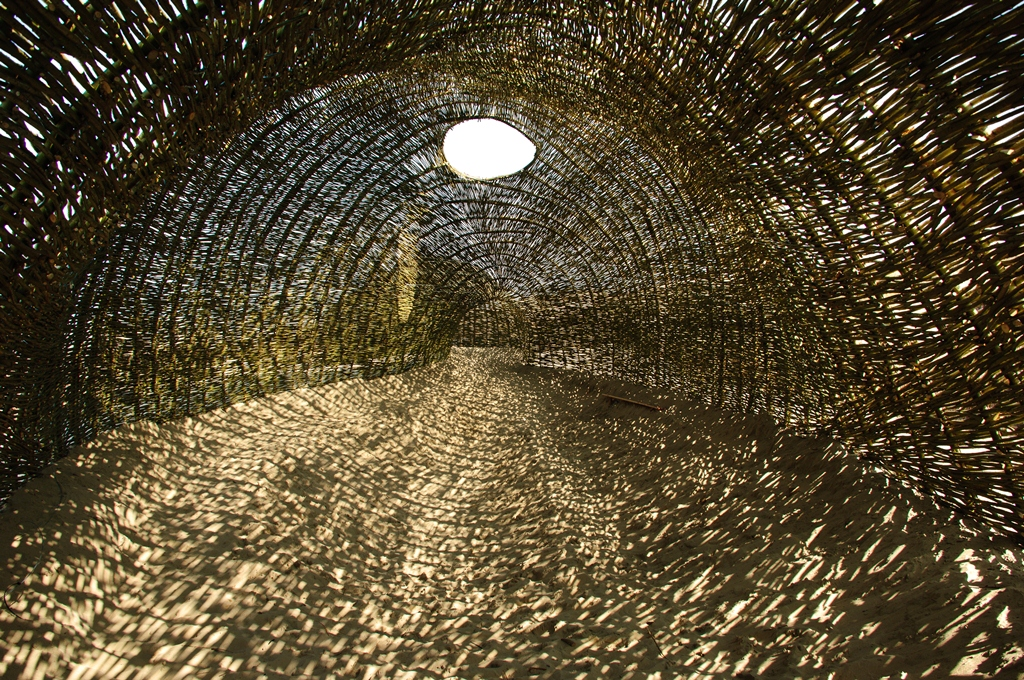
Sandworm, 2012

Marco Casagrande (* 7. května 1971 Turku) je finský architekt, spisovatel a profesor architektury. Promoval na Helsinské technické univerzitě, na fakultě architektury (2001).

## Mládí
Narodil se do dobře situované finsko-italské římskokatolické rodiny. Vyrostl v Ylitornio ve Finsku, poté se odstěhoval do Helsinek, aby zde studoval architekturu.

## Žoldák a spisovatel
Po službě ve finské armádě v roce 1993 se dobrovolně přidal k bosenskochorvatským obranným silám (Chorvatská rada obrany). Pod pseudonymem Luca Moconesi napsal kontroverzní knihu Mostarin tien liftarit / Stopař na cestě do Mostaru (WSOY 1997) o jeho zkušenostech v bosenské válce. Příběh je založen na popisu válečných zločinů spáchaných hlavním hrdinou. Kniha byla považována za autobiografickou a tak se autor stal podezřelým z válečných zločinů. Na svou obranu později dosvědčil, že ve skutečnosti byla kniha smyšlená.

## Architekt a umělec
Poté, co byl finalistou soutěže Emerging UK časopisu Architectural Review (1999), byl se svým partnerem Sami Rintalou pozván na Benátské bienále 2000.

## Důležité práce
- Land(e)scape, architektonická instalace, Casagrande & Rintala, Savonlinna Finland 1999
  - Tři opuštěné stodoly nasazené na deseti metrových nohách následující zemědělce do měst na jihu. Při skončení této instalace byly domy zapáleny autory.
- 60 Minute Man, architektonická instalace, Casagrande & Rintala, Venice Architecture Biennale 2000
  - 50 metrů dlouhý zpustlý člun s dubovou zahradou, která je vysazena na vrstvě odpadu, jakou vyprodukuje město Benátky za 60 minut.
- Uunisaari Summer Theatre, dočasná architektura, Casagrande & Rintala, Helsinki Finland 2000
  - Dočasné kruhové divadlo postavené na ostrově Suomenlinna.
- 1000 White Flags, environmentální umělecká instalace, Casagrande & Rintala, Koli Finland 2000
  - Bílé prapory z použitého povlečení, z psychiatrických léčeben, rozvěšené po sjezdovce, aby jí vyléčily.
- Quetzalcoatlus, instalace, Casagrande & Rintala, Havana Biennale 2000
  - 300 kg vážící železná tyč, rozepřená mezi dvě univerzitní budovy za pomoci 10 km dlouhého rybářského vlasce.
- Bird Hangar, architektonická instalace, Casagrande & Rintala, Yokohama Triennial 2001
  - Konstrukce sila z ocelových prutů potažená konopným provazem určená k vypouštění ptáků z balzy, nesoucích základní japonské druhy semen.
- Installation 1:2001, veřejná instalace, Casagrande & Rintala, Firenze Biennale 2001
  - Kruhová zeď z 15 000 politických, filozofických a náboženských knih, poskládaných tak, že hřbety knih jsou vně kruhu, zatímco bílý papír uvnitř. Tato práce měla být původně umístěna na Kubě, ale kvůli vládnímu odporu byla instalována v Itálii.
- Dallas-Kalevala, umělecká cesta, Casagrande & Rintala, Demeter Environmental Art, Hokkaido Japan 2002
  - Cesta autem z Finska do Japonska v jejímž průběhu byly pořizovány fotografie babiček, starých seker a zvuků lokálních rádií.
- Chain Reactor, architektonická instalace, Casagrande & Rintala, Montreal Biennale 2002
  - Kostka 6 × 6 × 6 metrů postavena z I profilů a řetězu z recyklované ocele, rámují místo pro ohniště.
- Anarchist Gardener, performance art a instalace, Puerto Rico Biennial 2002
  - Průvod smyšleného boha k zastavení dálniční dopravy a k postavení série industriálních zenových zahrad.
- Floating Sauna, dočasná architektura, Casagrande & Rintala, Rosendahl village Norway 2002
  - Plovoucí průhledná sauna na konci fjordu, určená pro veřejnost rybářské vesnice.
- Redrum, architektonická instalace, Casagrande & Rintala, Alaska Design Forum 2003
  - Chrám naproti U.S. Federal Government building uprostřed kotviště.
- Potemkin, park, Casagrande & Rintala, Etchigo Tsumari Contemporary Art Triennial 2003
  - 130 metrů dlouhý ocelový park, pro postindustriální meditaci, uprostřed rýžových polí.
- Treasure Hill, obnova bytové oblasti, Taipei Taiwan 2003
  - Realizace ekologické obnovy pro ilegální bytové oblasti.
- Post Industrial Fleet, námořní architektura, CREW*31, Venice Architecture Biennale 2004
  - Architektonická strategie pro recyklaci vysloužilých průmyslových plavidel.
- Human Layer, urbání akupunktura, Greetings from London – Helsinki Festival – Taipei on the Move 2004
  - Série plánů akupunkturních urbanistických úprav pro města Londýn, Helsinky a Taipei.
- Chamber of the Post-Urbanist 104, instalace životního stylu, Taipei Museum of Contemporary Art 2005
  - Ocelový nábytek pro životní styl posturbáního jeskynního muže
- Future Pavilion, Taiwan Design Expo, multidisciplinární umělecko-architektonická výstava v ruinách Wei Wu Military Camp, Kaoshioung
- CityZenGarden, instalace, spolupráce s 3RW Architects, Venice Architecture Biennale 2006
  - Orientální kamenná zahrada z recyklovaného skla v Benátském vězení. Video dokumentace tchajwanských městských zemědělců.
- Chen House, Datun Mountains, Taiwan. World Architecture Award 2009.
  - Ruinou se stává budova, která přechází v přírodu. Prací na tomto domě jsme navrhovali ruinu.
- Bug Dome, 2009 Shenzhen & Hong Kong Biennale of Urbanism/Architecture
- Ruin Academy, 2010 Taipei, Taiwan
  - Ide o projekt na pomedzí architektúry, sociológie, vedy o životnom prostredí a environmentálnym umením. Akadémia je vnímaná ako príklad fragmentu mesta tretej generácie.
- Cicada, 2011 Taipei, Taiwan
  - Taiwan postavil uprostřed tchajpejského parku nevídaný veřejně přístupný přístřešek z bambusové proutí mající připomínat kokon cikády. Přes 34 metrů dlouhé stavení určené k setkávání lidí nabízí malý úkryt s posezením i možnost rozdělání ohně.
- Sandworm, 2012 Beaufort04 Triennial of Contemporary Art, Wenduine, Belgium